# Cyprinus longzhouensis
Cyprinus longzhouensis és una espècie de peix de la família dels ciprínids i de l'ordre dels cipriniformes.
Es troba a la Xina.